# Plymouth (marcă auto)
Plymouth a fost o marcă de automobile produsă de Chrysler Corporation și de succesorul său, DaimlerChrysler. Mașinile Plymouth au fost comercializate în principal în Statele Unite ale Americii.

## Istoric
Marca a fost lansată în 1928 pentru a concura în ceea ce atunci a fost descris drept segmentul de piață „la preț scăzut”, dominat de Chevrolet și Ford. A devenit un vânzător de volum mare pentru producătorul de automobile până la sfârșitul anilor 1990.
Marca a fost retrasă de pe piață în 2001. Modelele Plymouth care erau produse până atunci au fost fie scoase din producție, fie rebrandate ca modele Chrysler sau Dodge.